# Марійка Підгірянка
Марі́йка Підгіря́нка (ім'я при народженні Марія Омелянівна Ленерт, в шлюбі — Домбровська; 29 березня 1881, с. Білі Ослави Надвірнянського повіту Станиславівського воєводства — 18 травня 1963, смт Рудне біля Львова, похована у Львові на Личаківському цвинтарі) — відома галичанка, українська поетеса та освітянка.

## Життєпис
Народилася Марія Ленерт в сім'ї лісничого в селі Білі Ослави, нині Надвірнянського району Івано-Франківської області. По матері вона була українкою, а по татові — німкеня. У Марії рано пробудився потяг до літератури, поезії. У 13 років пробує свої поетичні сили. 1900 року екстерном успішно склала іспити в учительській семінарії у Львові. Отримала диплом на право вчителювати в школі. Відтоді 40 років віддала шкільній роботі в селах Прикарпаття і Закарпаття та десятки років літературній діяльності.
Друкувати вірші Марійка Підгірянка почала з 1904 року в періодичних виданнях. Перша збірка поезій «Відгуки душі» вийшла в 1908 році.
1904 року в селі Рудне, де працювала, познайомилась з учителем місцевої школи Августином Домбровським, майбутнім педагогом, громадським діячем, послом до УНРади. 1905 року взяла з ним шлюб і народила чотирьох дітей: сина Остапа — викладача французької мови в Львівському університеті ім. Франка, кандидата філологічних наук; Романа — перекладача з німецької, працівника газети «Шлях перемоги» у Мюнхені; Маркіяна — українського громадського діяча Австралії, інженера-електрика, автора «Підручника шофера»; дочку Дарію — викладачку української мови й літератури шкіл Галичини. 

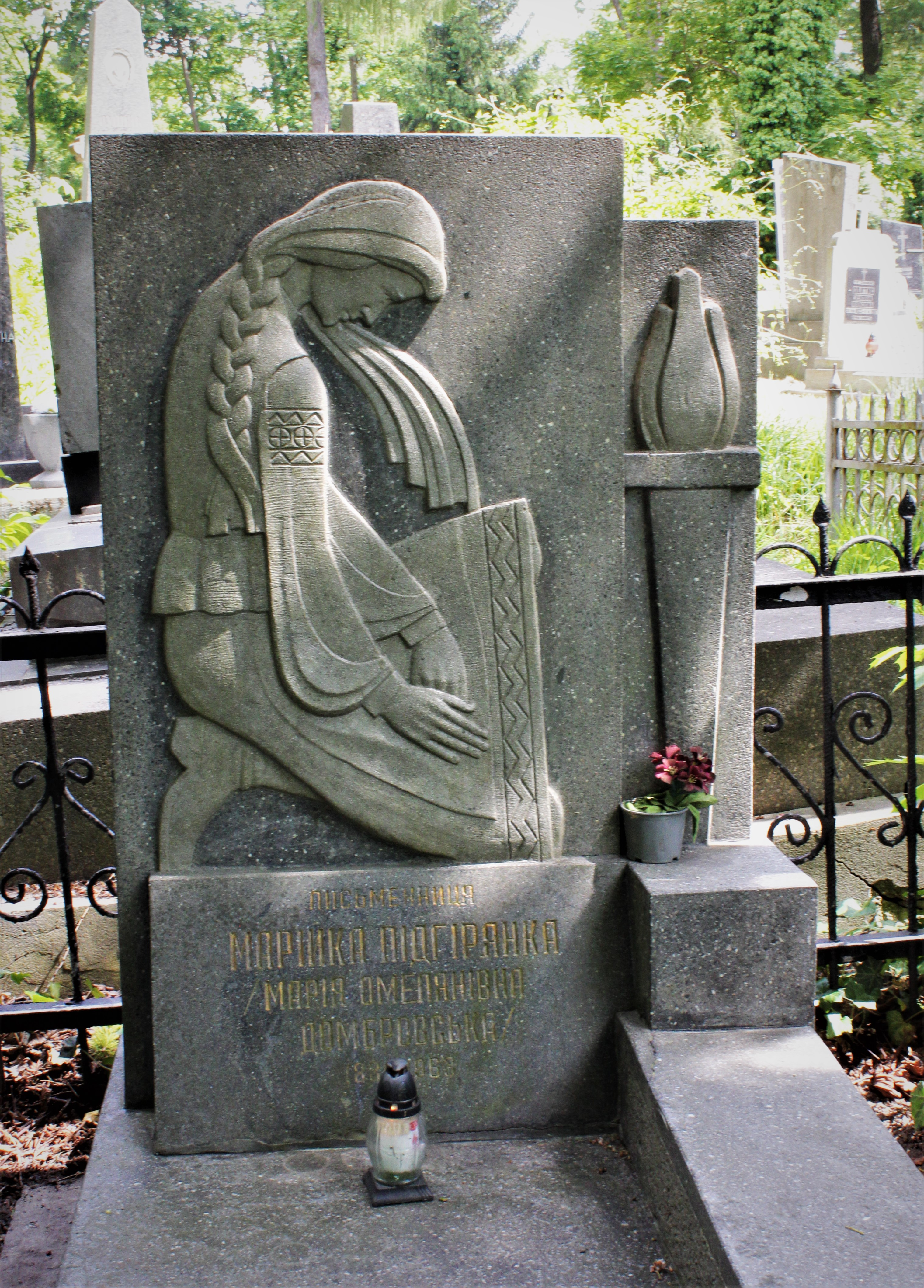
Нагробок на могилі поетеси Марії Підгірянки

Працюючи з чоловіком учителями, змушені були неодноразово переїжджати з дітьми з місця на місце, проживали часто у шкільних приміщеннях. У 1919—1928 працювали на Закарпатті в тодішній Чехословаччині, де в селах Зарічево і Порошково Перечинського повіту та Довгому Іршавського повіту навчали дітей української грамоти, провадили у краї українську патріотичну роботу.
Похована на полі № 5 Личаківського цвинтаря у м. Львів.

## Творчість

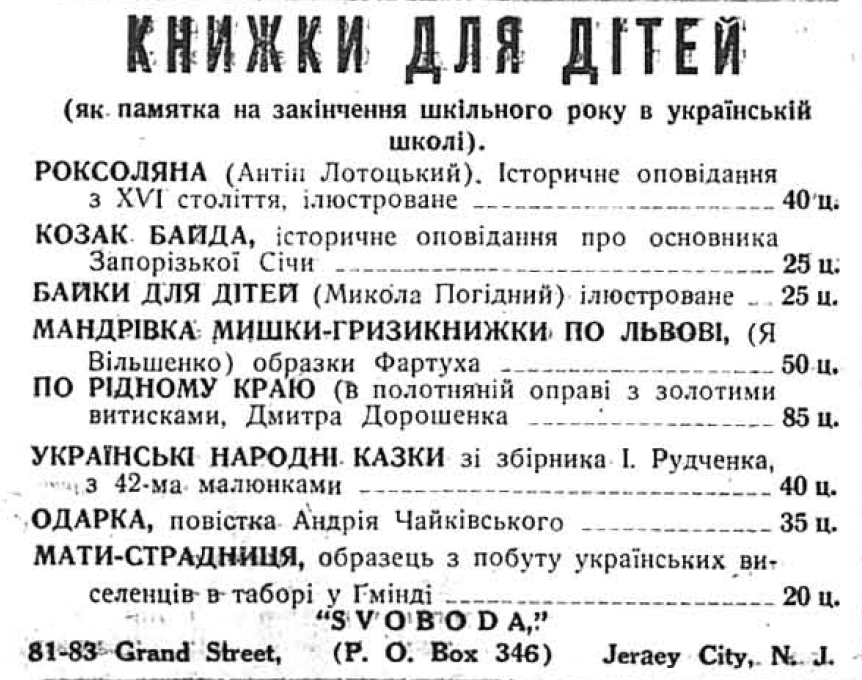
Реклама книжок для дітей, українська щоденна газета «Свобода» (США), № 210, 10 вересня 1937 року

Більшість творів поетеса написала для дітей і про дітей. Основні мотиви віршів Марійки Підгірянки до 1939 року — мрії про краще майбутнє народу, оспівування краси рідного краю, природи Карпат. Авторка щедро використовує фольклорні мотиви, її вірші ніжні і легкі, часто нагадують українські народні пісні («Співанки», «Вечір», «Що роблю я, що я дію»). Працювала Марійка Підгірянка і в жанрі поеми.
Досить своєрідною є поема «Мати-страдниця», написана 1919 року. Події твору — одна зі сторінок життя західноукраїнських вигнанців під час Першої світової війни, коли тисячі галичан померло в концентраційних таборах від голоду та епідемій. Композиційним обрамленням поеми є «Вступ» і своєрідний епілог. Сповідь страдниці становлять 12 пісень, поданих у вигляді голосінь.
У радянські часи за життя Марійки Підгірянки її книги не видавалися, окремі вірші з'являлися лише в журналах. Потім у видавництвах Львова та Києва вийшли друком маленькі збірки для дітей: «Безкінечні казочки», «Грай, бджілко», «Ростіть великі», «Школярики йдуть». 
У 1962 вірші авторки увійшли до колективної збірки «Гірські квіти», що вийшла друком в Ужгороді.
За роки незалежності побачили світ у видавництвах Києва, Ужгорода, Коломиї, Івано-Франківська книжки «Розповім вам казку, байку» [Архівовано 6 квітня 2013 у Wayback Machine.], «Гарний Мурко мій маленький», «Безкінечні казочки», «Зіллюся з серцем народу», «Краю мій, рідний», «Учись, маленький», «Три віночки», «Мелодії дитинства», «Мати-страдниця».
2009 року син поетеси Маркіян Домбровський профінансував видання найповніше зібрання творів Марійки Підгірянки великим томом «Для Вкраїни вірно жиймо» (Івано-Франківськ: Нова Зоря, 2009).

## Окремі твори

### Казки
- Подертий кожушок. Дерево Казок. Архів оригіналу за 20 вересня 2020. Процитовано 6 серпня 2023.
- Киця і квачик. Дерево Казок. Архів оригіналу за 18 вересня 2020. Процитовано 6 серпня 2023.
- Їжачок. Дерево Казок. Архів оригіналу за 22 жовтня 2020. Процитовано 6 серпня 2023.

## Вшанування пам'яті

### Музеї
- У місті Тлумач, що на Івано-Франківщині від 1991 року діє Музей-кімната Марійки Підгірянки.
- На батьківщині поетеси, у селі Білі Ослави від 1996 року діє музей Марійки Підгірянки, яким опікується науковий працівник музею, лауреат премії її імені Василь Левицький.

### Пам'ятники, меморіальні таблиці
- 13 липня 2014 року було урочисто відкрито й освячено перший у світі пам'ятник Марійці Підгірянці на її батьківщині в селі Білі Ослави (скульптор, член Національної спілки художників України Володимир Довбенюк)[4].
- На будинку Уторопської середньої школи 21 квітня 1991 року встановлено меморіальну таблицю на честь письменниці.
- На будинку загальноосвітньоЇ школи с. Ворона Коломийського району встановлено меморіальну дошку на честь письменниці.
- На будинку школи с. Антонівка Тлумацького району встановлено меморіальну дошку на честь письменниці.
- У Зелений вівторок (21 червня 2016), який у Білих Ославах традиційно величають «Днем Марійки Підгірянки», з нагоди 135-річчя від дня її народження відкрили меморіальну дошку народній учительці та поетесі.[5].
- На будинку у селищі Рудне біля Львова по вул. Грушевського, де Марійка Підгірянка мешкала останні роки свого життя, встановлена меморіальна таблиця.
- В 1990 році у с. Зарічево на будівлі музею освіти їй встановлено меморіальну дошку.
- 7 травня 1991 року Марію Підгірянку занесено до Книги Пам’яті, заснованої товариством "Просвіта" в Ужгороді.[6]

### Театри, премії
- Ім'я Марійки Підгірянки від 1991 року носить Івано-Франківський театр ляльок.
- Івано-Франківське обласне товариство української мови ім. Тараса Шевченка «Просвіта» у 1991 році заснувало премію імені Марічки Підгірянки в галузі літератури і мистецтва.
- У Косівському районі 1993 року засновано премію імені Марічки Підгірянки для освітян/ок району.
- На честь Марічки Підгірянки названий 22-ий курінь УПЮ[7],[8].

### Вулиці, сквери, парки
Ім'ям Марійки Підгірянки названі вулиці у багатьох містах і селах Західної України, зокрема, у Івано-Франківську, Коломиї, Кийданцях, Надвірній, Калуші, Тисмениці, Перечині, Хусті, Ужгороді, Ланчині, Косові, Тлумачі, Зимній Воді, Рудному, Вікнянах, Сімері тощо.

## Педагогічна діяльність
Школу і дітей поетеса любила над усе, їм присвятила своє життя — понад сорок років пропрацювала Марія Омелянівна на ниві народної освіти. У своїй педагогічній діяльності вона вдало використовувала свій поетичний талант та художнє слово — її щирі мелодійні вірші допомагали учням краще запам'ятовувати букви та засвоювати арифметичні дії. Працюючи вчителькою, займалася великою громадсько-політичною діяльністю, активно спілкувалася з місцевими селянами.

### 1900
Екстерном закінчила жіночу вчительську семінарію у Львові, здобула омріяний фах вчителя й одержала призначення в Уторопську школу (Косівський район, Івано-Франківська область).
Працюючи з вересня 1900 року вчителькою Уторопської двокласної народної школи, Марія Ленерт впроваджувала в шкільну практику дещо нове. Уроки проводила з восьмої до дванадцятої та з другої до четвертої години. Вранці — з учнями третього-четвертого року навчання: обидвома річниками одночасно. Заняття тривало шістдесят хвилин. Цю годину ділили на дві півгодини: письмові і усні. Коли третій річник займався голосно (усно), то четвертий у той час виконував письмові завдання і навпаки. Вона брала зошити учнів додому, перевіряла їх і виставляла оцінки, чого раніше у цій школі ніхто не практикував, її вихованці уважніше і старанніше виконували письмові завдання, — пише Михайло Мочульський. — На пополудневе заняття був призначений перший рік навчання. Як радили педагоги-практики школи вправ, у перші тижні треба працювати над пробудженням свідомого слуху, щоб зір і слух взаємодоповнювалися. Ці методичні поради вона враховувала: використовувала кольорову крейду, малюючи на дошці квіти, тварин. У Львові купила собі дві пачки таких крейд, щоб мати у запасі. Малюнки не лише викликали радість у дітей, але й сприяли посиленню уваги. Часто на уроці придумувала до них коротенькі віршики — і діти вмить запам'ятовували їх. Відвідування уроків у класі значно поліпшилося, поведінка — теж.
У 1902 році роботу Уторопської школи перевіряв повітовий інспектор Шлемкевич. Він звернув увагу на успіхи молодої вчительки, зробив запис у повізитаційному протоколі".

### 1916—1918
Марія Домбровська працювала учителькою на шкільних курсах для українських біженців шкільного віку, тут вчителювала разом з письменником і видавцем Богданом Заклинським (1986—1946 рр., учитель народних шкіл на Галичині та Закарпатті, дитячий письменник, автор шкільних підручників «Читанка для волинських дітей» (1918 р.) «Букварева читанка» (1919 р.), «Веснянка» (1919 р.)

### 1919—1928
На Закарпатті у трьох селах — Зарічево і Порошкове Перечинського та Довгому Іршавського повіту — навчала дітей української грамоти. Разом із чоловіком Августином Марія Омелянівна проводила велику патріотичну роботу за що чеські власті прогнали її з посади вчительки (про цей випадок писав часопис «Наша земля» у восьмому номері за 1927 рік). Довелося заробляти на шматок хліба даючи у селі Довгому приватні уроки онукам Івана Франка — Тарасові й Миронові, дітям його дочки Ганни Франко-Ключко .

### 1929
Разом з сестрою чоловіка очолила сільську школу в Антонівці (Тлумацький район Івано-Франківської області). На школі висить меморіальна дошка на її честь. За спогадами одного з її учнів, Стефана Терлецького, обидві жінки разом викладали більш ніж ста дітям. Основною дисципліною мала бути польська, але викладання української мови та літератури також було дозволено. Терлецький згадує, як його вчителька прищеплювала йому та іншим учням і ученицям свою величезну любов до української культури. Підгірянка, в свою чергу, натхненна класом написала вірш «Гомін» (1934).

### 1937
Марія Домбровська стала директором чотирикласної школи в селі Братишів Тлумацького повіту (Тлумацький район Івано-Франківської області). Взяла участь у конкурсі поезії, яку проводило Товариство взаємної помочі вчителів. Вірш «Складаємо присягу», музику до якого написав композитор Станіслав Людкевич, невдовзі став вчительським гімном, відзначений першою премією в розмірі 150 злотих, а вірш «Хай неволя тьми зникає» здобув друге місце з грошовою винагородою 100 злотих .

### 1940
В селі Нижеві Тлумацького повіту з поетесою стався нещасний випадок. Через отримані важкі травми вона змушена була назавжди покинути вчительську працю, якій віддала чотири десятиліття.

### 1941
Педагогічне подружжя Домбровських видає в м. Станіславі (Івано-Франківськ) Буквар для українських шкіл. 